# Anse du Mé
Anse du Mé este o așezare de pescari situată în nordul statului Dominica.